# Limoeiro (kommun)
Limoeiro är en kommun i Brasilien.   Den ligger i delstaten Pernambuco, i den östra delen av landet, 1 600 km nordost om huvudstaden Brasília. Antalet invånare är 55 574. Arean är 270 kvadratkilometer.
Terrängen i Limoeiro är platt åt sydost, men åt nordväst är den kuperad.
Följande samhällen finns i Limoeiro:
- Limoeiro

Omgivningarna runt Limoeiro är en mosaik av jordbruksmark och naturlig växtlighet. Runt Limoeiro är det ganska tätbefolkat, med 172 invånare per kvadratkilometer.